# Zwing (Naturschutzgebiet)
Das Naturschutzgebiet Zwing bei Neresheim ist geprägt durch Schafweiden und den vielfältigen Wechsel von Wäldern und Wiesen in hügeliger Landschaft. Es ist durch Wanderwege erschlossen und beheimatet eine Vielzahl geschützter und seltener Tier- und Pflanzenarten. Weitere Bedeutung erlangt das Gebiet durch die seit Ende 2022 durchgeführte Ansiedelung des Wisents.

## Lage
Für Dischingen, Nattheim (Landkreis Heidenheim) und Neresheim (Ostalbkreis) in Baden-Württemberg ist seit dem 26. Oktober 1992 ein 102,0 ha großes Gebiet unter der Kenn-Nummer 1.188 als Naturschutzgebiet ausgewiesen. „Südlich von Neresheim geht das breite, offene Tal der noch jungen Egau in ein enges, gewundenes Tal über, das sich über die Landkreisgrenze bis zum Härtsfeldsee erstreckt. Am Beginn der Einengung des Egautales mündet, von Westen kommend, ein für die Albhochfläche und das Härtsfeld typisches Trockental. Der als Zwing bekannte vordere Teil liegt auf 530 m ü. NN und wird von einer landschaftlich sehr reizvoll gelegenen Wacholderheide geprägt. Anschließend an die Heide wird das Tal westlich durch Fichtenaufforstungen eingeengt, bis es sich auf Gemarkung Auernheim wieder den landwirtschaftlichen Flächen öffnet. In den Gewannen Kühberg und Buck befindet sich hier ein interessantes Nutzungsmosaik aus abwechselnden Wacholderheiden, offenen Heideflächen, einschürigen Magerwiesen und Äckern. Das südlich angrenzende Waldgebiet heißt Buchhalde, was einen Hinweis auf die ehemalige Bestockung gibt.“ Am östlichen Rand verlaufen die Landesstraße L 2033 und die Strecke der Härtsfeld-Museumsbahn mit dem Haltepunkt Steinmühle.

## Flora
Die Vegetation besteht aus „zusammenhängenden, großflächigen Wacholderheiden und Kalkmagerwiesen, naturnahe Kalkbuchenwälder, Steppenheiden und Säume im Wechsel zur offenen Landschaft.“ Das Gebiet ist ein „Lebensraum für eine Vielzahl von Lebensgemeinschaften mit großer Anzahl seltener und besonders geschützter Pflanzenarten.“

### Wald
„In seinen gut ausgeprägten Teilen handelt es sich um einen orchideenreichen, typischen Kalkbuchenwald, teilweise auch einen Steppenheidewald. Listera ovata, Cephalanthera rubra, Cephalanthera damasonium, Platanthera bifolia, Neottia nidusavis, Lilium martagon, Daphne mezereum, Aquilegia vulgaris sind nur ein Teil der Arten, die diesen hervorragenden Standort charakterisieren.“
Große Teile des Waldes gelten als „fern von ihrem standortnatürlichen Optimum. Eine Förderung der Buchenwälder, dauerhafte Ungleichaltrigkeit, erhebliche Anteile von Altholzinseln, in denen der Bestand über die Terminal- und Zerfallsphase stehen bleibt, wird das Gebiet – besonders aus zoologischer Sicht – aufwerten.“

### Wiesen
Als Besonderheiten sind folgende Pflanzenarten einer Rasengemeinschaft beispielhaft genannt: „Silberdistel, Küchenschelle, Frühlingsenzian, Deutscher Enzian, Fransenenzianee, Kugelblume, Kartäusernelke, Mittleres Leinblatt, Pyramiden-Orchis, Katzenpfötchen, Mondraute, Bienen- und Fliegen-Ragwurz.“

### Acker- und Grünland
Ackerwildkräuter der „Haftdolden-Adonisröschen-Gesellschaft“ [sind] nirgends in Baden-Württemberg besser erhalten als am Riesrand, wobei das Gebiet um die Zwing mit besonderen Kostbarkeiten aufwarten kann. In den extensiv bewirtschafteten Äckern sind über 100 Ackerwildkrautarten, darunter die vom Aussterben bedrohten Arten wie Flammendes und Sommer-Adonisröschen, Kleiner und Großer Frauenspiegel, Venuskamm, Rundblättriges Hasenohr und Möhren-Haftdolde. Diese Arten sind hochgradig schutzwürdig, ihre Förderung über Extensivierung kann innerhalb eines Naturschutzgebietes realisiert werden.

## Fauna
Die offenen Flächen sind durch die Beweidung von Schafen geprägt. Das Zusammenspiel von Waldrand, offenen Flächen und Äckern gibt seltenen und geschützten Tierarten eine Heimat.
Auf den niederrasigen, gut beweideten Schafweiden leben außergewöhnliche Insektenarten: „Außer Wildbienen, Wespen, Pflanzenwespen, Schwebfliegen, Käfern, Wanzen und Zikaden seien vor allem die Schmetterlinge genannt mit teilweise seltenen Arten der Roten Liste: Bläulinge […], Scheckenfalter (Mellicta aurelia) und Widderchen […].“
„Anderswo seltene Heuschrecken haben hier einen adäquaten Lebensraum, wie die Zweipunkt-Dornschrecke […], der Verkannten Grashüpfer […] oder die Rotflüglige Schnarrschrecke […].“
Als große Besonderheit gilt die Bergsingzikade.

### Ansiedelung von Wisenten

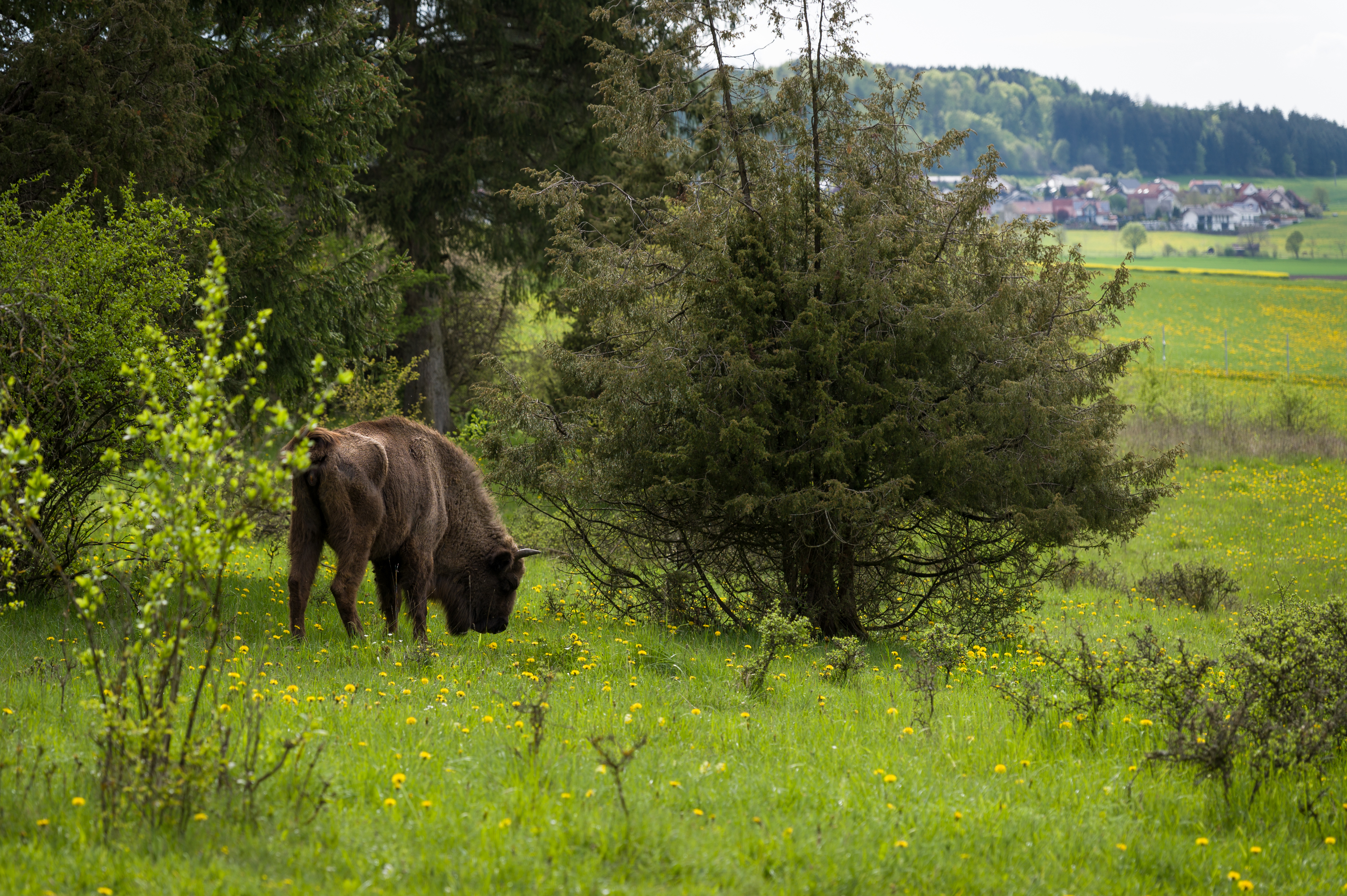
Wisentweide Härtsfeld

Seit Ende 2022 werden auf einer 35 ha großen Weide Wisente angesiedelt. Vier Wisent-Kühe wurden hierfür bereits aus dem Donaumoos umgesiedelt, weitere Tiere sollen folgen.
Für Wisente ist die Landschaft und Vegetation ideal und in guter Wechselwirkung zu sehen. Zusätzlich ermöglichen die Wisente die Ansiedlung von weiteren seltenen Arten wie Rebhühnern und weiteren Insekten.